# تایرون واشنگتن
تایرون واشینگتن (انگلیسی: Tyrone Washington؛ زادهٔ ۱۶ سپتامبر ۱۹۷۶) بازیکن بسکتبال اهل ایالات متحده آمریکا است.

## حرفه
از باشگاه‌هایی که در آن بازی کرده‌است می‌توان به باشگاه بسکتبال فوجیان، باشگاه بسکتبال ستاره سرخ بلگراد، آستین توروس، و باشگاه فوتبال الاتحاد (سوریه) اشاره کرد.